# I. e. 225
Évszázadok: i. e. 4. század – i. e. 3. század – i. e. 2. század
Évtizedek: i. e. 270-es évek – i. e. 260-as évek – i. e. 250-es évek – i. e. 240-es évek – i. e. 230-as évek – i. e. 220-as évek – i. e. 210-es évek – i. e. 200-as évek – i. e. 190-es évek – i. e. 180-as évek – i. e. 170-es évek
Évek: i. e. 230 – i. e. 229 – i. e. 228 – i. e. 227 –  i. e. 226 – i. e. 225 – i. e. 224 – i. e. 223 – i. e. 222 – i. e. 221 – i. e. 220

## Események

### Hellenisztikus birodalmak
- Az újonnan trónra lépő III. Szeleukosz szeleukida király folytatja apja háborúját a pergamoni I. Attalosz ellen. Attalosz azonban döntő vereséget mér a seregére és elfogja hadvezérét, Andromakhoszt.

### Róma
- Lucius Aemilius Papust és Caius Atilius Regulust választják consulnak.
- Az Alpoktól délre élő gallok (taurinusok, tauriscesek , insuberek, lingonok, salassok, agonok, boiusok) egyesítik erőiket és az Alpokon túli gall zsoldosok (gaesati) segítségével hatalmas sereggel zúdulnak római területre. Regulust visszahívják Szardíniáról, Papus pedig Ariminumban elállja az Adria mentén délre vezető utat.
- A gallok kikerülik Ariminumot, átkelnek az Appennineken és fosztogatva Etruriára zúdulnak. A faesulae-i csatában szétvernek egy praetor által vezetett római sereget. A döntő ütközetre Telamonnál kerül sor, ahol Regulus consul is elesik, de a rómaiak győzelmet aratnak és állítólag 40 ezer gallt megölnek. Ezzel végleg elmúlik a Rómát fenyegető gall veszély.

### Kína
- Csin állam meghódítja Vej államot.

## Halálozások
- Caius Atilius Regulus, római hadvezér és államférfi